# Mařížská keramika

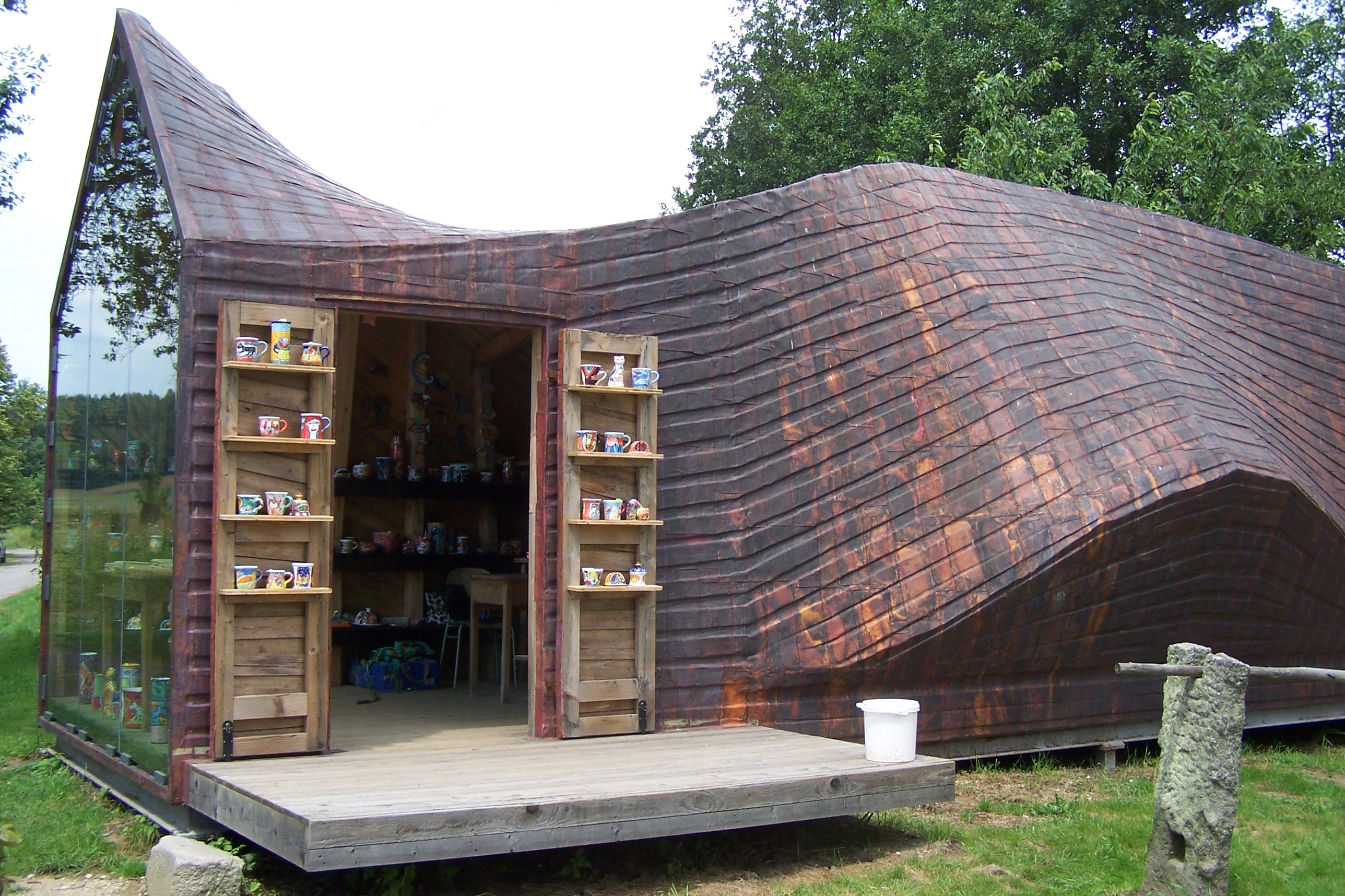
Domek s dílnou a keramickou pecí pro vlastní výrobu

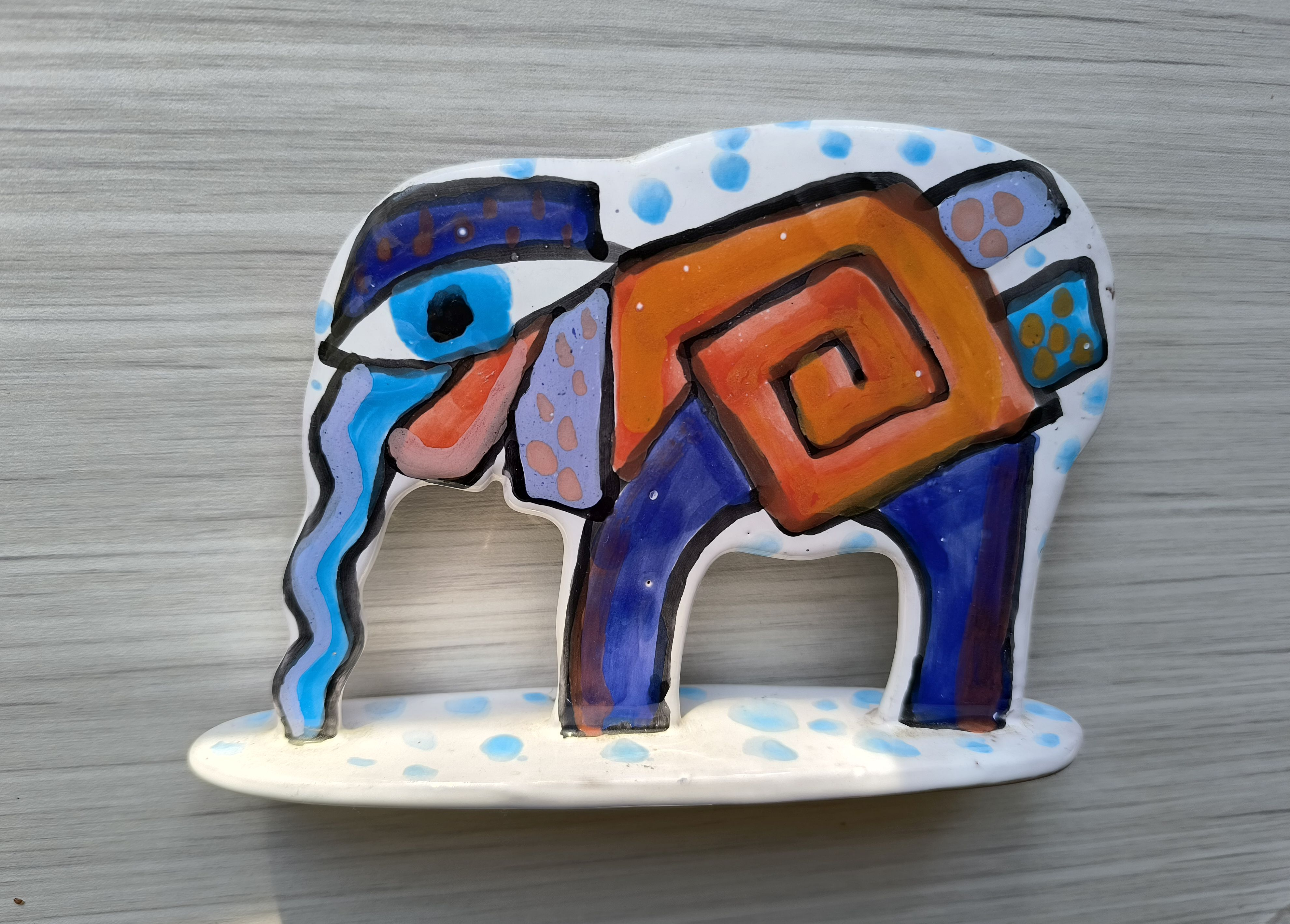
Figurka slona podle Kryštofa Trubáčka, glazovaná keramika, značeno KT Maříž 1999

Maříž, autorská originální keramika s. r. o. je výrobce keramiky sídlící v moravské vesnici Maříž, součásti města Slavonice v okrese Jindřichův Hradec, s pobočkou v Praze 4 - Braníku. 

## Historie
Mařížská keramika je výsledkem celoživotního projektu a díla akademického malíře a skláře Kryštofa Trubáčka. Kryštof Trubáček vyráběl keramiku pro sebe a své známé už v 70. letech jako student UMPRUM v Praze. Protože zájemců o jeho výrobky přibývalo, najímal si točíře a modeléry. 
Krátce po sametové revoluci, na jaře 1990, objevil Trubáček opuštěnou vesnici Maříž, když spolu s přáteli z divadla Sklep pomáhal odstraňovat dráty na česko-moravsko-rakouské hranici.  V roce 1991 byla oficiálně založena firma Maříž, autorská originální keramika, nesoucí ve svém názvu jméno obce Maříž.
Spolu s Davidem Vávrou a Janem Boháčem vymyslel, založil a 7 let vedl slavonickou „Letní školu duchovního experimentu a výtvarné teorie v praxi“. Kryštof Trubáček vymyslel mařížské velbloudy, ryby, psy, kočky, slony a další zvířata, často s pestrobarevnou glazurou.
Velbloud byl pro Trubáčka přímo ikonickým zvířetem, podobně jako Zorka Ságlová měla své králíky. Například v roce 1993 uspořádal od dubna do července na různých místech Prahy sérii výstav, počínaje instalací Nekončící karavana, přes  výstavu „Totální velbloud“  v Galerii mladých v Domě U Řečických v Praze 1, v pražském Euroclubu pokračoval  výstavou Tisíce velbloudů a v expozici orientální sbírky Národní galerie v Praze na zámku Zbraslav ji zakončil výstavou Na velbloudu z Asie na Zbraslav.
Spolupráce s téměř čtyřicítkou výtvarníků zajišťovala dílně pestrost stylů. 
Kryštof Trubáček zemřel v červnu 2000.  V jeho díle pokračovaly malířky a točířky pod vedením jeho manželky Ing. arch. Markéty Trubáčkové.

## Současnost
Ke keramickým výrobkům se později přidala i textilní tvorba a ubytovací služby. 
V mařížských dílnách mohou zájemci v sezóně sami nejen malovat keramiku, ale také tisknout např. trička, ubrusy nebo tašky. 
Mařížská keramika provozuje také dilnu v Praze 4- Braníku.